# Cymodoce fuscina
Cymodoce fuscina är en kräftdjursart som beskrevs av Marilyn Schotte och Brian Frederick Kensley 2005. Cymodoce fuscina ingår i släktet Cymodoce och familjen klotkräftor.
Artens utbredningsområde är Persiska viken. Inga underarter finns listade i Catalogue of Life.